# Gautier de Coutances
Gautier de Coutances dit Gautier le Magnifique († 16 décembre 1207), est un ecclésiastique anglo-normand de la fin du XIIe et du début du XIIIe siècle. 
Vice-chancelier puis justiciar d'Angleterre, il est également un diplomate qui participera aux négociations du traité du Goulet. Il devient évêque de Lincoln en 1183 puis archevêque de Rouen en 1184. C'est à ce titre que Gautier lance la reconstruction de la cathédrale de Rouen et favorise l'installation des Prémontrés dans son diocèse.

## Biographie

### Famille et parenté
Il est le fils de Rainfroi et de Gonille, qui sont probablement originaires de Normandie ou d'origine saxonne. Il naît dans les Cornouailles, en Angleterre. Il a un frère, Roger fitz Rainfroi († 1196), qui est au service du roi. Celui-ci occupe les fonctions de shérif du Sussex (1176-1187), shérif du Berkshire (1186-1189) et juge itinérant (après 1176)
Ses importantes fonctions lui permettent de placer différents membres de sa famille à des postes importants. Ainsi, son neveu Jean de Coutances († 1198), qui est trésorier du diocèse de Lisieux en 1182, devient archidiacre d'Oxford (1183) puis doyen de Rouen (1188). En 1196, il est élu évêque de Worcester. Un autre neveu connu est Richard, chanoine à Lincoln, qui devient archidiacre de Rouen. Il existe plusieurs autres ecclésiastiques qui utilisent le toponyme de Coutances, et qui sont chanoines à Lincoln. Ils pourraient être de sa famille.

### Début de carrière
Coutances est souvent désigné comme « maître Gautier » (en latin : magister). Il peut avoir fréquenté les écoles théologiques de Paris ou celle d'Oxford. Il est chanoine de la cathédrale de Rouen dès 1169, il intègre en 1173 l'entourage du trésorier du chapitre Raoul de Varneville. Il en devient le trésorier en 1177 à la suite du départ de Raoul à l'évêché de Lisieux. Il commence sa carrière dans l'administration en entrant à la chancellerie du roi Henri II d'Angleterre, probablement grâce à son frère Roger. En 1173, il est nommé au poste de vice-chancelier d'Angleterre quand Raoul de Varneville devient chancelier,. À peu près à la même époque (1173-1174), il devient archidiacre d'Oxford. Il détient également un canonicat à Lincoln et la chapelle anglaise de Blye. En 1176-1177, le roi le charge de missions diplomatiques en France et en Flandre, et lui confie la garde de l'honneur de Arundel et de deux abbayes abbayes vacantes. En 1180, il accompagne l'évêque de Winchester en ambassade auprès du roi de France.
Vers 1178, l'évêque Arnoul de Lisieux l'accuse d'utiliser ses pouvoirs administratifs pour l'évincer de son diocèse, avec l'appui du roi. Il n'y a pas de preuves réelles de cette tentative, et s'il y en a eu une, elle n'est pas très appuyée.

### Évêque puis archevêque

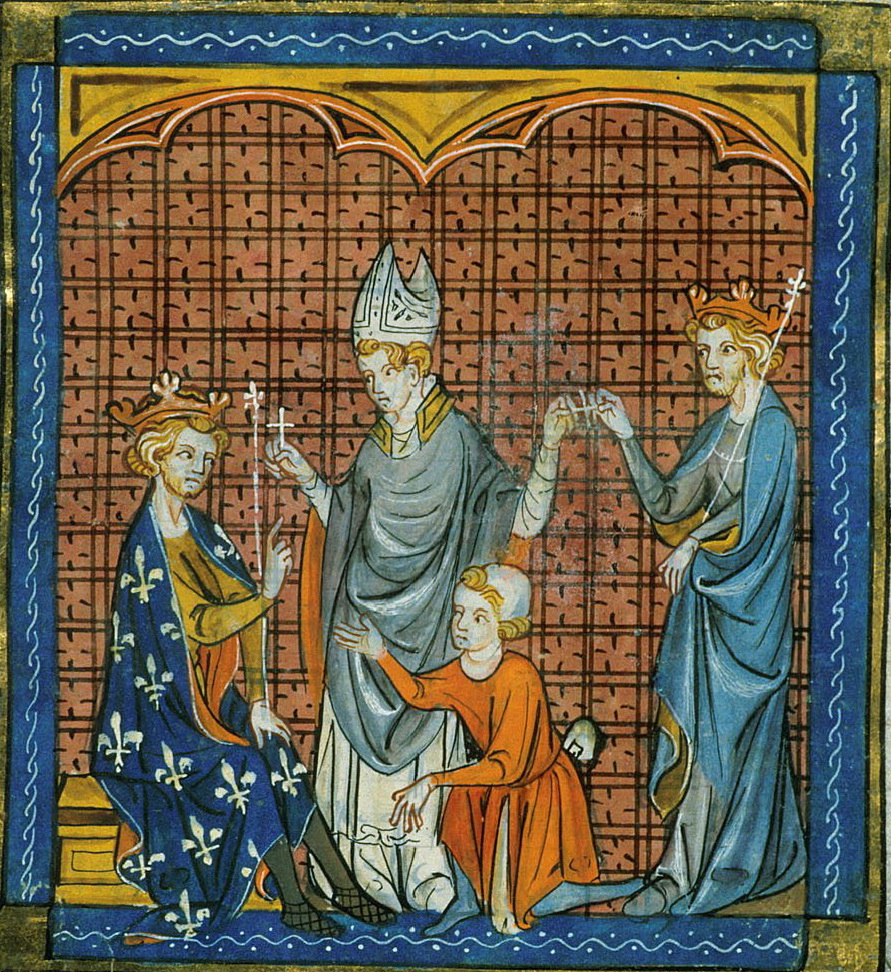
Henri II (à droite) et Philippe II prenant la croix pour la Troisième croisade. Miniature d'un manuscrit des Grandes Chroniques de France, vers 1332-1350.

En 1181-1182, Geoffroy, un fils illégitime d'Henri II, abandonne sa fonction d'évêque de Lincoln. Le 8 mai 1183, Coutances est élu évêque de Lincoln par le chapitre, en présence de représentants du roi et de l'archevêque de Cantorbéry. Il est ordonné prêtre avant d'être consacré le 3 juillet 1183 à Angers, dans la chapelle du château par Richard de Douvres, archevêque de Cantorbéry.
En 1184, le roi Henri II intervient dans l'élection au siège archiépiscopal de Rouen. Il rejette le candidat choisi par le chapitre cathédral, son doyen Robert de Neubourg,, et impose comme remplaçants trois évêques anglais. Coutances, le favori royal, est élu à l'été 1184, et son élection est confirmée par le pape Lucius III le 17 novembre suivant,. Il hésite quelque temps à abandonner son évêché, car bien que plus prestigieux, l'archévêché de Rouen est moins riche. Le chroniqueur contemporain William de Newburgh écrit : « finalement, l'ambition de Coutance l'emporta sur son avidité ». Il fait son entrée solennelle dans la cathédrale le 24 février 1185
En 1186, il négocie au nom du roi des trêves avec Philippe Auguste, qu'il renouvellera en 1189. En janvier 1188, Coutances prend la croix, en même temps que les rois de France et d'Angleterre. À la Pentecôte 1189, il est l'un des arbitres choisis par Henri II et son fils Richard pour régler leur conflit, lors de la conférence qui se tient à La Ferté-Bernard. Henri II meurt quelque temps plus tard, le 6 juillet 1189. Peu après, à Sées, Coutances absout Richard pour sa conduite envers son père. À Rouen, il l'investit duc de Normandie.

### Justiciar d'Angleterre
Il rentre en Angleterre avec Richard, et participe à la cérémonie de couronnement. Ensuite, il l'accompagne vers la Terre sainte. À Messine, il est renvoyé en Angleterre pour enquêter sur les accusations levées contre le justiciar Guillaume de Longchamp et le frère du roi, Jean sans Terre. Il a avec lui deux lettres du roi l'autorisant à gouverner le royaume conjointement avec Longchamp. Il doit faire avec les deux factions qui s'opposent, celle de Longchamp, et celle de Jean sans Terre, tout en agissant au mieux des intérêts du roi. Finalement, avec le soutien des barons et du prince Jean, Coutances dépose Longchamp et occupe sa fonction de Justiciar,.
Durant son mandat, qui dure de septembre 1191 à fin 1193, il gouverne avec le soutien de l'administration et le conseil des barons de l'échiquier. Il organise aussi deux élections pour le siège archiépiscopal de Cantorbéry, la dernière aboutissant à la nomination d'Hubert Walter, qui le remplace à la fonction de justiciar. Le roi le charge ensuite de négocier sa libération, car il a été capturé lors de son retour de croisade, et est le prisonnier de l'empereur Henri VI du Saint-Empire. Coutances se livre en 1194 au duc d'Autriche pour garantir le paiement de la rançon du roi, qui recouvre ainsi sa liberté. Comme Richard Ier ne verse pas les derniers 10 000 marcs, il doit les payer lui-même pour obtenir sa liberté.

### Retour en Normandie
Coutances retourne en Angleterre en mai 1194, puis en Normandie. Après avoir tenté de négocier une trêve entre les rois anglais et français, qui se battent pour le contrôle du duché, il perd la confiance des deux hommes. En janvier 1196, les deux rois limitent sa marge de manœuvre dans le duché en décidant que s'il les excommunient ou s'il place la Normandie sous interdit, alors il perdra la seigneurie stratégique des Andelys. L'archevêque se réfugie à Cambrai jusqu'en juillet 1196. Peu après son retour à Rouen, Richard Cœur de Lion décide de faire construire Château Gaillard, sans son consentement, sur sa terre des Andelys. Coutances place alors la Normandie sous interdit et en novembre 1196, il s'exile à Rome.
En avril 1197, le pape Célestin III arbitre ce conflit et décide que puisque le château est vital pour la sécurité du duché, Coutances doit accepter un échange de terres. L'archevêque reçoit donc le port de Dieppe, Louviers, L'Aliermont, Bouteilles et des moulins à Rouen, ainsi qu'une rente annuelle de 2 000 livres angevines. Coutances décide alors d'arrêter de servir Richard, et se concentre sur sa fonction d'archevêque.
Après la mort de Richard, le 25 avril 1199 Coutances investit Jean du duché de Normandie dans la cathédrale de Rouen. Il participe aux négociations qui aboutissent au traité du Goulet (1200) entre les rois d'Angleterre et de France, mais ne prend pas part aux événements qui aboutissent à la perte de la Normandie par Jean sans Terre (1204). Il se soumet ensuite rapidement au roi français, et l'investit du duché en lui remettant les insignes ducaux dans la cathédrale en 1204,. Fin 1204, début 1205, lui et ses suffragants Guillaume III d'Avranches, Jourdain de Lisieux, Vivien de Coutances et Sylvestre de Sées envoient une lettre à Innocent III sur la position à tenir envers le nouveau maître de la Normandie.

### Gestion de l'archevêché

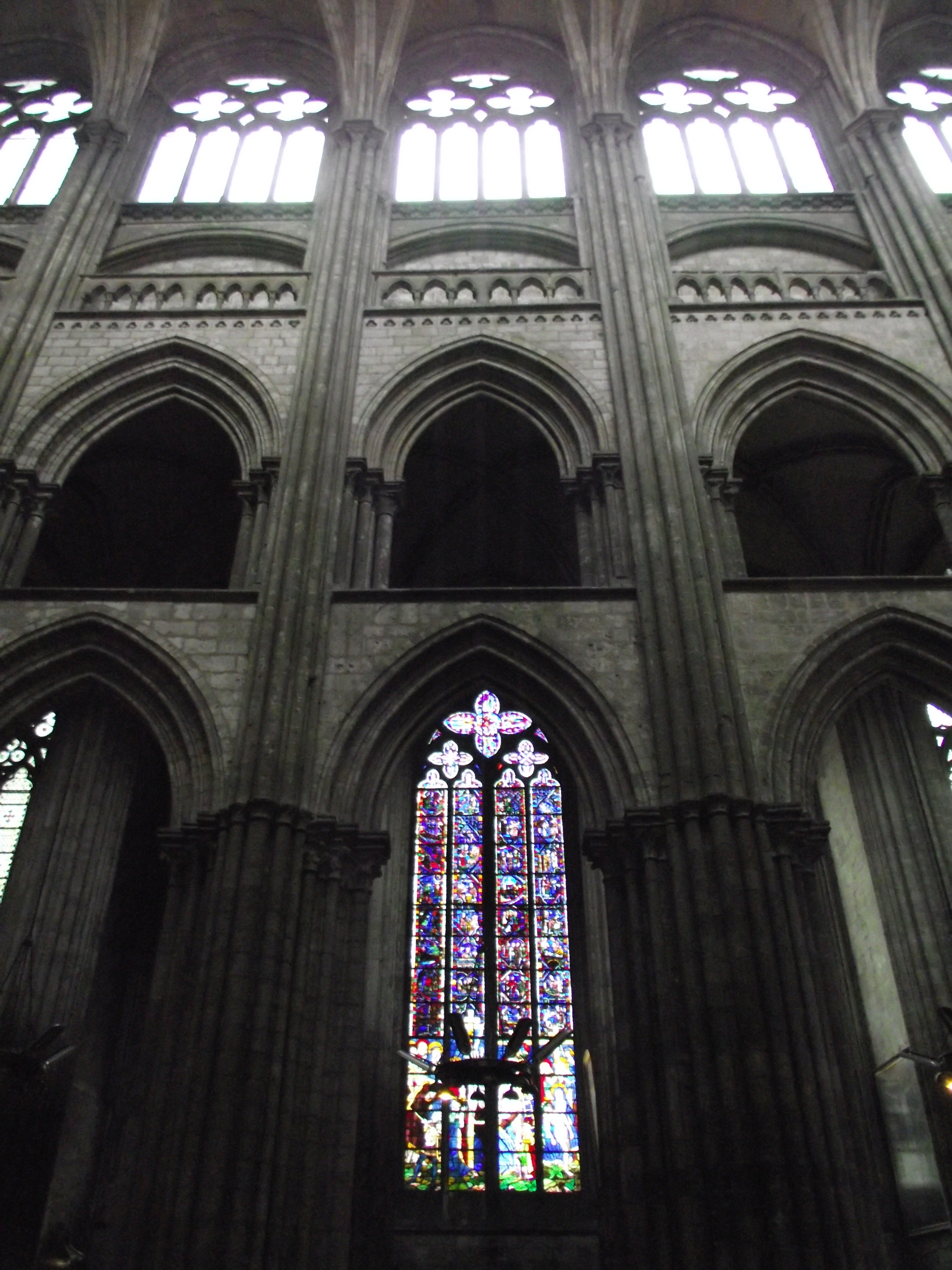
Élévation de la nef de la cathédrale de Rouen.

Coutances s'occupe aussi de la cathédrale de Rouen. Dès son arrivée, il entreprend la reconstruction avec la façade et les premières travées de la nef, commencée vers 1185. La nuit de Pâques 1200, un incendie détruit le quartier de la cathédrale, mais épargne la tour Saint-Romain nouvellement construite, la façade et les premières travées de la nef. L'archevêque lance les travaux pour relever la cathédrale notamment grâce aux dons de Jean sans Terre. En 1204, Philippe Auguste assiste à la célébration dans la nef reconstruite.
La conquête de la Normandie par les français en 1204 n'empêche pas Coutances de conserver son siège. Avec l'intégration de la Normandie dans le giron du roi de France, il parvient en 1207 à un compromis en lien avec les autres évêques normands avec le roi sur les conflits de patronages,. 
Il favorise les nouveaux ordres, parmi lesquels se trouvent les Prémontrés. En 1207, il consacre l'église abbatiale de l'Isle-Dieu dont il avait posé la première pierre et lui donne cinq paroisses. Il approuve en 1198 la fondation de l'abbaye de Bellozanne, fille de l'Isle-Dieu et plus tard celle de l'abbaye de Fontaine-Guérard,. 
Il aura au cours de sa vie été l'auteur de plusieurs traités de droit et d'une vie de Saint-Adjuteur, patron de Vernon.
Il meurt le 16 décembre 1207, et est inhumé sous un tombeau de marbre dans la chapelle Saint-Pierre Saint-Paul de la cathédrale. Son tombeau était encore visible en 1731, d'après l'historien François Farin.

### Sources
- (en) Cet article est partiellement ou en totalité issu de l’article de Wikipédia en anglais intitulé « Walter de Coutances » (voir la liste des auteurs).
- Ralph V. Turner, « Coutances, Walter de (d. 1207) », Oxford Dictionary of National Biography, Oxford University Press, 2004.